# ISO 3166-2:BI
کد ISO 3166-2:BI بخشی از استاندارد ایزو ۳۱۶۶ برای کشور بوروندی است که توسط سازمان بین‌المللی استانداردسازی ISO تنظیم شده‌است این سازمان، کدهای استاندارد را برای تقسیمات کشوری (ایالت‌ها یا استان‌های) کشورهای فهرست شده در استاندارد ایزو ۳۱۶۶-۱ تعریف می‌کند.
هر کد شامل دو بخش می‌گردد که توسط علامت - جدا می‌گردند.
- بخش نخست BI که در ایزو ۳۱۶۶-۱ آلفا-۲ کد کشور بوروندی است.
- بخش دوم شامل یک یا دو یا سه حرف است که بیان‌کننده استان یا ایالت کشور بوروندی می‌باشد.

## کدها
| کدها  | استان                    |
| ----- | ------------------------ |
| BI-BB | Bubanza Province         |
| BI-BM | بوجومبورا                |
| BI-BL | Bujumbura Rural Province |
| BI-BR | Bururi Province          |
| BI-CA | Cankuzo Province         |
| BI-CI | Cibitoke Province        |
| BI-GI | Gitega Province          |
| BI-KR | Karuzi Province          |
| BI-KY | Kayanza Province         |
| BI-KI | Kirundo Province         |
| BI-MA | Makamba Province         |
| BI-MU | Muramvya Province        |
| BI-MY | Muyinga Province         |
| BI-MW | Mwaro Province           |
| BI-NG | استان نگوزی              |
| BI-RT | Rutana Province          |
| BI-RY | Ruyigi Province          |